# IXe corps (armée de l'Union)
Le IXe corps (neuvième corps d'armée) est un corps d'armée de l'armée de l'Union pendant la guerre de Sécession, qui se distingue dans les combats sur plusieurs théâtres : les Carolines, la Virginie, le Kentucky, le Tennessee et le Mississippi.

## Histoire du corps

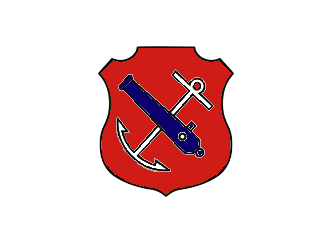
Insigne de la division du IXe corps de l'armée de l'Union

### Formation, Rull Run, et Antietam
Bien que l'ordre officiel de la désignation de son numéro d'identification n'est pas émis avant le 22 juillet 1862, l'organisation du IXe corps date de l'expédition en Caroline du Nord en février 1862, commandée par Ambrose E. Burnside et pour les opérations de Hilton Head, en Caroline du Sud, parce que les soldats engagés dans ces mouvements sont les seuls à être utilisés pour former le corps. Le corps entre en service avec Burnside à Newport News, en Virginie, à partir de ses deux brigades en Caroline du Nord et la division d'Isaac Stevens à Hilton Head. Le corps d'armée se compose de trois divisions, commandées par les généraux Stevens, Jesse L. Reno, et John G. Parke.
Après un court séjour à Newport News, le corps reçoit l'ordre de renforcer l'armée de Virginie du major général John Pope, et lors à la seconde bataille de Bull Run, il livre sa première bataille en tant que IXe corps. Seuls les deux divisions de Stevens et Reno sont engagées dans cette action ; cela représente 12 régiments et 2 batteries, moins de 5 000 hommes. Le général Reno a le commandement des deux divisions en l'absence e Burnside. Les pertes dans ce petit engagement s'élèvent à 204 tués, plus de 1 000 blessés, et 319 disparus ; au total, de 1 523. Certains régiments se trouvent confrontés à un grave incendie, le 28th Massachusetts perdant 234 hommes. Le général Stevens est tué à Chantilly.
Le général Reno conserve le commandement du corps pendant la campagne du Maryland, le général Burnside ayant la charge de l'aile droite de l'armée du Potomac, qui est composée des Ier corps et IXe corps. Le brigadier général Orlando B. Willcox est nommé au commandement de la (1st) division de Stevens, tandis que les 2e et 3e divisions sont commandées, respectivement, par les généraux Samuel D. Sturgis et Isaac P. Rodman. Au cours de cette campagne, la division de la Kanawha de Jacob D. Cox venant de la Virginie occidentale est temporairement attachée au corps. Le commandement est considérablement renforcé par l'ajout de plusieurs nouveaux régiments, qui viennent juste d'être organisés à la suite de l'appel pour de nouvelles troupes, et ses quatre divisions comptent maintenant 29 régiments et 5 batteries, avec 13 819 présents pour le servie, y compris les non-combattants.
La bataille de South Mountain est livrée entièrement par les deux corps de Burnside, le IX corps perdant 157 tués, 691 blessés, et 41 disparus ; pour un total de 889 hommes. Les pertes du Ier corps sont du même ordre de grandeur. Le général Reno est tué dans cette action, et le général Cox succède à son commandement. À Antietam, le corps perd 438 tués, 1 796 blessés, et 115 disparus ; pour un total de 2 349 hommes, sur les quelque 8 500 en action. Le général Rodman est parmi les blessés mortellement. En octobre, la division de Cox retourne en Virginie occidentale et son bref lien avec le corps prend fin. Cette division a fait une brillante prestation par ses services valeureux à South Mountain, et Antietam.
Après le départ du général de Cox, le commandement du corps incombe au général Willcox. Le général William W. Burns est nommé pour combler la vacance ainsi causée dans la 1st division, et le brigadier général George W. Getty est placé au commandement de la 3rd division, anciennement celle de Rodman. Le 5 novembre 1862, le général Burnside est nommé commandant en chef de l'armée du Potomac.
À Fredericksburg, la liste des victimes indiquent que le corps participe à l'action avec 31 régiments et 5 batteries, subissant des pertes de 111 tués, de 1 067 blessés, et 152 disparus ; pour un total de 1 330 hommes. Peu de temps après cette bataille le major général John Sedgwick est affecté au commandement du corps, et le général Willcox reprend le commandement de sa division, relevant le général Burns.

### Théâtre occidental
Le 5 février 1863, Sedgwick est affecté au commandement du VIe corps, et est remplacé par le major général William F. « Baldy » Smith, et le 12 février, le corps est envoyé à Newport News, où il campe pendant un mois. Le séjour du général Smith avec le corps est de courte durée, car il est remplacé le mois suivant par le major général John G. Parke. Pendant qu'il est à Newport News, la (3rd) division de Getty est détachée et envoyée à Suffolk, Virginie, où elle est par la suite intégrée au VIIe corps. Elle ne rejoindra jamais son ancien commandement bien qu'en 1864, l'un de ses régiments, le 4e Rhode Island, est réintégré au IXe corps.
Dans l'intervalle, le général Burnside est affecté au commandement du département de l'Ohio, un district qui inclut le Kentucky et le Tennessee oriental. Il obtient l'autorisation du transfert de son ancien corps à ce champ d'opérations, et le 19 mars 1863, le général Parke reçoit l'ordre d'y partir, avec ses deux autres divisions, celles de Willcox et de Sturgis. Juste avant le départ de Virginie, le général Sturgis est relevé, et le brigadier général Robert B. Potter est affecté au commandement de la 2e division. Le IXe corps stationne dans le Kentucky pendant deux mois, au cours desquels il sert comme une armée d'occupation. En juin, il est envoyé soutenir Ulysses S. Grant, qui assiège alors Vicksburg, et y partant rapidement, il participe à prise de la ville, bien que n'étant pas sous le feu. Au moment de la reddition de Vicksburg, les deux divisions de Parke rejoignent l'armée principale dans son mouvement sur Jackson, Mississippi, et y sont engagées dans les combats, perdant 34 tués, 229 blessés, et 28 disparus ; pour un total de 291. La 1re division était alors sous le commandement du brigadier général Thomas Welsh, le général Willcox ayant été affecté en poste dans l'Indiana. La campagne de Vicksburg a été coûteuse pour le corps, non pas en raison des pertes au combat, mais par la maladie. Parmi ceux qui succombent de la malaria dans les camps de Vicksburg, on retrouve le général Welsh, qui, peu après, rentre chez lui pour mourir.
Le corps quitte le Mississippi, en août 1863, et retourne au Kentucky, où, après un court repos, il rejoint l'avance de Burnside dans l'Est du Tennessee, un mouvement qui a déjà commencé. Les deux divisions sont réduites à près de 6 000 hommes. Le général Parke ayant été fait chef d'état-major de l'armée de l'Ohio, le général Potter lui succède au commandement du corps, avec le brigadier général Edward Ferrero et le colonel John F. Hartranft au commandement des deux divisions.
La division de Ferrero a un petit combat violent à Blue Springs, dans le Tennessee, le 10 octobre 1863, et l'ensemble du corps est engagé, le 16 novembre, à Campbell's Station. C'est suivi par l'occupation de Knoxville et la défense valeureuse contre les forces assiégeantes de James Longstreet, se terminant le 4 décembre par la défaite et la retraite de l'ennemi.

### Campagne de l'Overland
Le général Willcox reprend le commandement du corps le 17 janvier 1864, relevant le général Potter, le 26 janvier Parke relève Willcox, qui prend ensuite le commandement de la 2e division.
Le général Burnside est de nouveau affecté pour servir en tant que commandant de son ancien corps, qui est parti à Annapolis, dans le Maryland, pendant la réorganisation. En avril, le corps est composé de quatre divisions commandées par Thomas G. Stevenson, Potter, Willcox, et Ferrero, la dernière division étant composée entièrement de troupes afro-américaines. Le corps compte 19331 présents pour le service, avec 42 pièces d'artillerie de campagne ; mais ce nombre augmente rapidement, les rapports du matin du 10 mai, montrant une force de 32708 hommes. En plus des quatre divisions, avec leurs deux batteries chacune, il y a une brigade de réserve d'artillerie avec six batteries et une brigade provisoire d'artilleurs lourds et de cavalerie démontée. En tout, il y a 42 régiments d'infanterie, et de 14 batteries d'artillerie légère. La division de couleur de Ferrero n'a jamais été sous le feu, pendant que le nombre de régiments blancs du corps sont nouvellement organisés, ou ont servi précédemment dans du service de garnison. Dans les rangs des anciens régiments, il a de nombreuses recrues et des conscrits.
Lors de la campagne de l'Overland, Ulysses S. Grant lance une grande offensive contre Robert E. Lee à partir de mai 1864. Son commandement dans le Nord de la Virginie se compose de l'armée du Potomac, commandée par le major général George G. Meade, et le IX corps opérant séparément, relevant directement à Grant. Burnside techniquement est d'un rang plus élevé que Meade et s'oppose à recevoir des ordres d'un officier moins ancien. Au moment de la bataille de North Anna, cependant, Grant reconnait que cette disposition est inefficace et il convainc Burnside, avec le général Parke, son chef d'état-major, de renoncer à la question de leur supériorité de rang sur Meade. Le 25 mai, le IXe corps est affecté à l'armée du Potomac.
Lors de la bataille de la Wilderness, le corps perd 240 tués, 1 232 blessés, 168 disparus ; pour un total, de 1 640 ; et, Spotsylvania 486 tués, 2 119 blessés, 469 disparus ; pour un total de 3 146 ; les plus lourdes pertes à Spotsylvania Court House surviennent dans l'action du 12 mai. Le corps attaque le flanc droit, à l'est du saillant de la « Mule Shoe ». Le général Stevenson est tué à Spotsylvania le 10 mai, et major général Thomas L. Crittenden, ancien commandant du XXI corps, est affecté au commandement de la (1st) division de Stevenson.

### Petersburg et le Cratère
Le 9 juin, à Cold Harbor, le général Crittenden est relevé à sa propre demande, et le brigadier général James H. Ledlie est placé au commandement de la 1st Division. Lors du premier assaut sur Petersburg, le 17 juin, le corps fait une brillante attaque, la division de Potter prenant possession de l'ouvrage ; malheureusement, la division est obligée de renoncer à sa prise par manque de soutien approprié. Le corps est engagé dans une tentative analogue, le jour suivant, les pertes des divisions de Potter et de Willcox étant particulièrement sévères en proportion du nombre engagé. Les pertes sont de 497 tués, 3 232 blessés et 262 disparus. Parmi les morts se trouve l'ancien brigadier général James St Clair Morton, ingénieur en chef du corps.
Les ouvrages de l'ennemi s'avèrent trop forts pour un assaut, l'armée se retranche elle-même en préparation d'un siège de dix mois qui suit. Le 19 juin, la 4e division de Ferrero de troupes noires rejoint le corps, ayant été absent pendant la totalité de la campagne précédente, s'engage dans le service à l'arrière. Les hommes de Ferrero sont maintenant placés dans les tranchées avec les trois autres divisions. La partie de la ligne occupée par le IXe corps est très près des ouvrages de l'ennemi, et des tirs incessants sont maintenus pendant le siège, résultant en une perte quotidienne d'hommes, tués ou blessés. Alors qu'il y a un calme comparatif en face des positions de l'autre corps, les hommes du IX corps sont soumis à la pression terrible d'une constante vigilance et d'exposition mortelle. L'ennemi semble être excité d'une activité indue par la présence de la division de couleurs de Ferrero.
Le IX corps est en évidence connecté avec le siège en raison de son rôle dans la tristement célèbre bataille du Cratère, dans lequel un long puits de mine est creusé à partir de sa ligne de sous les ouvrages confédérés. Cette mine, qui est creusée par les mineurs de charbon du 48th Pennsylvania, de la division de Potter, explose avec quatre tonnes de poudre à canon, ce qui entraîne un énorme cratère, mais l'assaut qui suit est un échec. Juste avant l'assaut, Grant et Meade ordonnent à Burnside de remplacer la division noire de Ferrero par la division blanche de Ledlie, craignant les conséquences politiques de l'utilisation de troupes noires à l'avant-garde d'un assaut majeur. Mais les troupes de Ledlie ne sont pas formées pour l'assaut et Ledlie lui-même reste à l'arrière, en état d'ébriété. L'assaut est un fiasco, dans lequel les soldats de l'Union chargent dans le cratère, se retrouvent pris au piège, en faisant des cibles faciles pour les confédérés en bordure du cratère. Les régiments noirs de Ferrero entrent en action à l'arrière et combattent bien, mais n'ont aucune chance de succès. Les pertes du IXe corps au cratère sont de 473 tués, 1 646 blessés, 1 356 disparus ; pour un total de 3 475. Immédiatement après cet engagement, le général Ledlie est relevé de son commandement de la 1re division, et le brigadier général Julius White, du XXIIIe corps, est affecté à la place de Ledlie.
Le 13 août 1864, on accorde au général Burnside une autorisation d'absence ; il ne reviendra jamais dans le corps, mais est remplacé par le général Parke, qui reste au commandement jusqu'à la fin de la guerre. Lors de la bataille de la Weldon Railroad, du 19 au 21 août 1864, les trois divisions de White, Potter, et Willcox sont engagées avec des pertes considérables, bien que les trois ensembles comptabilisent moins de 6 000 fusils ; les victimes s'élèvent à 60 tués et 315 blessés. À ce moment, les divisions sont tellement réduites qu'une réorganisation des corps est devenue nécessaire, et ainsi les régiments de la division de White sont transférés dans les divisions de Potter et Willcox. Avec cet arrangement, la division de Willcox est numérotée comme la 1re, celle de Potter comme la 2e ; les troupes noires de Ferrero sont désignées comme la 3rd division. Mais en décembre, la division de Ferrero est détachée en permanence, et la plupart de ses régiments sont transférées dans le nouveau XXVe corps, qui est entièrement composé de troupes noires. Le général Ferrero lui-même est affecté au commandement provisoire à Bermuda Hundred.

### 1865
Le trou causé par le détachement de la division de Ferrero est comblé par six nouveaux régiments de Pennsylvanians enrôlé pour une année, organisés en une division de deux brigades dont le commandement est donné au général John F. Hartranft. Cette division fait un service courageux à fort Stedman, et Hartranft gagne ses lauriers par sa compétence démontrée à ce moment critique.
Le rapport du matin pour le 31 mars 1865, rapporte une force du corps d'armée de 18 153 présents pour le service, équipés, et 36 pièces d'artillerie légère. Avec cette force, le IXe corps entre dans sa dernière campagne, en prenant un rôle de premier plan dans la prise de Petersburg, le 2 avril 1865, ce qui entraîne l'évacuation de Richmond et la chute de la Confédération. Le corps n'est pas seulement l'un des meilleurs dans ce brillant assaut, mais ses drapeaux sont les premiers à flotter sur les bâtiments publics de Petersburg. C'est la dernière bataille à laquelle le corps participe, et, le 27 juillet 1865, le IX corps est officiellement dissous.

## Historique des commandements
| Ambrose Burnside   | Armée du Potomac                                                 | 22 juillet - 3 août 1862           |
| Ambrose Burnside   | Département de Virginie                                          | 3 août - 3 septembre 1862          |
| Jesse L. Reno      | Armée du Potomac                                                 | 3 - 14 septembre 1862              |
| Jacob D. Cox       | Armée du Potomac                                                 | 14 septembre - 8 octobre 1862      |
| Orlando B. Willcox | Armée du Potomac                                                 | 8 octobre 1862 - 16 janvier 1863   |
| John Sedgwick      | Armée du Potomac                                                 | 16 janvier - 5 février 1863        |
| William F. Smith   | Département de Virginie                                          | 5 février - 8 mars 1863            |
| Orlando B. Willcox | Département de Virginie                                          | 8 - 17 mars 1863                   |
| Ambrose Burnside   | Département de l'Ohio                                            | 17 - 19 mars 1863                  |
| John G. Parke      | Département de l'Ohio                                            | 19 mars - 4 avril 1863             |
| Orlando B. Willcox | Département de l'Ohio                                            | 4 avril - 5 juin 1863              |
| John G. Parke      | Département du Tennessee                                         | 5 juin - 25 août 1863              |
| Robert B. Potter   | Armée de l'Ohio                                                  | 25 août - 15 septembre 1863        |
| John G. Parke      | Armée de l'Ohio                                                  | 15 - 17 septembre 1863             |
| Ambrose Burnside   | Armée de l'Ohio                                                  | 17 septembre - 9 décembre 1863     |
| John G. Foster     | Armée de l'Ohio                                                  | 9 décembre 1863 - 17 janvier 1864  |
| Orlando B. Willcox | Armée de l'Ohio                                                  | 17 - 26 janvier 1864               |
| John G. Parke      | Armée de l'Ohio                                                  | 26 janvier - 16 mars 1864          |
| Orlando B. Willcox | Armée de l'Ohio                                                  | 16 mars - 13 avril 1864            |
| Ambrose Burnside   | commandement indépendant, reportant directement au général Grant | 13 avril - 24 mai 1864             |
| Ambrose Burnside   | Armée du Potomac                                                 | 24 mai - 22 août 1864              |
| John G. Parke      | Armée du Potomac                                                 | 22 août - 1er septembre 1864       |
| Orlando B. Willcox | Armée du Potomac                                                 | 1er septembre - 10 septembre 1864  |
| John G. Parke      | Armée du Potomac                                                 | 10 septembre - 31 décembre 1864    |
| Orlando B. Willcox | Armée du Potomac                                                 | 31 décembre 1864 - 12 janvier 1865 |
| John G. Parke      | Armée du Potomac                                                 | 12 janvier - 24 janvier 1865       |
| Orlando B. Willcox | Armée du Potomac                                                 | 24 janvier - 2 février 1865        |
| John G. Parke      | Armée du Potomac                                                 | 2 février - 24 avril 1865          |
| John G. Parke      | Département de Washington                                        | 24 avril - 7 juin 1865             |
| Orlando B. Willcox | Département de Washington                                        | 7 - 26 juin 1865                   |
| John G. Parke      | Département de Washington                                        | 26 juin - 27 juillet 1865          |